# فرودگاه والتر جی. کلادزا
فرودگاه والتر جی. کلادزا  (به انگلیسی: Walter J. Koladza Airport) یک فرودگاه خصوصی، همگانی با کد یاتا GBR است که یک باند فرود آسفالت دارد و طول باند آن ۷۸۶ متر است. این فرودگاه در کشور ایالات متحده آمریکا قرار دارد و در ارتفاع ۲۲۹٫۲ متری از سطح دریا واقع شده است.